# Caraway (Arkansas)
Caraway est une municipalité du comté de Craighead, dans l’État de l’Arkansas aux États-Unis.

## Démographie
| 1930 | 1940 | 1950 | 1960 | 1970 | 1980  |
| ---- | ---- | ---- | ---- | ---- | ----- |
| 425  | 477  | 970  | 821  | 952  | 1 165 |

| 1990  | 2000  | 2010  | - | - | - |
| ----- | ----- | ----- | - | - | - |
| 1 178 | 1 349 | 1 279 | - | - | - |

## Personnalités
- Nicky Daniel Bacon (1945-2010), soldat américain de la guerre du Viêt Nam, est né à Caraway.